# سفينة العودة
سفينة العودة، تظاهرة سياسية فلسطينية أعلنت عنها منظمة التحرير الفلسطينية عام 1988 خططت لإعادة 200 مبعد فلسطيني عبر نقلهم بسفينة إلى ميناء حيفا بمرافقة مئات الصحفيين والشخصيات عالمية. انتهت المبادرة بتفجير الاستخبارات الإسرائيلية السفينة «سول فرين» المعدة لنقل المبعدين وهي راسية في ميناء ليماسول القبرصي في 15 شباط 1988.

## خلفية
بعد اندلاع الانتفاضة الفلسطينية في كانون أول 1987 أبعدت سلطات الاحتلال الإسرائيلي عشرات الناشطين الفلسطينيين من الضفة الغربية وقطاع غزة، في خطوة لاقت استنكارا دوليا كان أحد تعبيراته قرار مجلس الأمن رقم 607 بتاريخ 5 كانون الثاني 1988. من جانبها ارتأت قيادة منظمة التحرير الفلسطينية القيام بمبادرة سياسية مساندة للانتفاضة عبر لفت أنظار الرأي العام الدولي إلى القضية الفلسطينية وللضغط على إسرائيل لإعادة المبعدين، بإرسال هؤلاء بسفينة مستأجرة خالية من السلاح بمرافقة أعداد من الصحفيين والشخصيات المعروفة عالميا، بحيث لا تتمكن السلطات الإسرائيلية من استخدام العنف لإيقاف السفينة على مرأى الصحافة الدولية.

## الاستعدادات
شكّلت لجنة لتتولى المسؤولية “الإعلامية والتنفيذية” قادها مستشار ياسر عرفات آنذاك بسام أبو شريف. وبعد الإعلان عن المبادرة بدأ الحشد للرحلة ابتداء من 9 شباط حيث بدأ المبعدون الفلسطينيون والشخصيات المتضامنة بالوفود إلى أثينا حيث وزعوا على مراكز إقامة في فنادق بريزدنت، وغولدن ايدج، والإنتركونتيننتال كان من بين أبرز المشاركين رئيسُ المجلسِ الوطني الفلسطيني الشيخ عبد الحميد السايح (الذي أبعد عن فلسطين عام 1968)، والمطران هيلاريون كابوتشي، ومحمد ملحم عضو اللجنةِ التنفيذية لمنظمةِ التحرير الفلسطينية، محمد ميعاري عضو “الكنيست” عن القائمة التقدمية السلام، والعشراتُ من المبعدين الفلسطينيين، منهم قياديين أبعدوا حديثا أبرزهم مروان البرغوثي وجبريل الرجوب وحسام خضر وجمال جبارة، وآخرين أبعدوا في تواريخ أقدم مثل رسمية عودة وتودد عبد الهادي وبديعة صبحي والمطران إيليا خوري، وأربعين من أساتذة الجامعات الفلسطينية أبعدتهم إسرائيل عام 1982، وكتابٌ وشعراءَ وصحافيينَ وفنانين عرب ويونانيين ومن جنسيات أخرى. من جانبها أعلنت حكومة شامير الإسرائيلية أنها ستعتبر السفينة هدفاً عسكرياً معادياً، ووجهت إنذارات إلى أصحاب السفن وبعض الصحافيين الأجانب المرافقين للسفينة. أدت الضعوط الإسرائيلية على الحكومة اليونانية إلى نقل نقطة إنطلاق السفينة من ميناء بيريه اليوناني إلى ميناء ليماسول القبرصي، وبينما تمسك اتحاد البحارة اليونانيين بموقفه الداعم لإقلاع السفينة، ألغت ست شركات ملاحية اتفاقياتها مع المنظمين، إلى أن استقر المطاف على السفينة سول فرين. ونقل المشاركون بالطائرات إلى ليماسول تمهيدا لإقلاع السفينة منها يوم 15 شباط 1988.

## تفجير السفينة
في صبيحة 15 شباط 1988، وقبل ساعات من موعد انطلاق السفينة المقرر فجر فريق قوات خاصة إسرائيلي لغما مغناطيسيا ألصقه غواصون بأسفل السفينة أدى إلى ثقبها وإغراقها، وذلك بعد 24 ساعة من اغتيال ثلاثة قياديين فلسطينيين هم مروان كيالي ومحمد بحيص وباسم سلطان، الذين كانوا قد حضروا إلى ليماسول للإشراف على سفينة العودة، حيث قتل ثلاثتهم بعبوة ناسفة زرعت في سيارة كانوا يستقلوها.